# Маркиз де Гевара
Маркиз де Гевара — испанский дворянский титул. Он был создан 29 июня 1653 года королем Испании Филиппом IV для Иньиго Велеса де Гевары (1642—1699), 6-го графа де Вильямедьяна, 2-го графа де Кампо-Реаль и 2-го маркиза де Кампо-Реаль.
Иньиго был сыном Бельтрана Велеса де Гевары, 1-го маркиза де Кампо-Реаль, 1-го графа де Кампо-Реаль и маркиза де Монреале (Сардиния), и его жены, Каталины Велес Ладрон де Гевары и Манрике де Лары, 5-й графини де Вильмедьяна и 9-й графини де Оньяте.

## Маркизы де Гевара
|                                             | Титул                                                | Период                                      |
| Креация создана королем Испании Филиппом IV | Креация создана королем Испании Филиппом IV          | Креация создана королем Испании Филиппом IV |
| ------------------------------------------- | ---------------------------------------------------- | ------------------------------------------- |
| I                                           | Иньиго Мануэль Велес де Гевара                       | 1653-1699                                   |
| II                                          | Диего Гаспар Велес де Гевара и Линь                  | 1699-1725                                   |
| III                                         | Мельчора Велес де Гевара и Линь                      | 1725-1727                                   |
| IV                                          | Хосе Мария де Гусман и Велес де Гевара               | 1727-1781                                   |
| V                                           | Диего Вентура де Гусман и Фернандес де Кордова       | 1781-1805                                   |
| VI                                          | Диего Исидро де Гусман и де ла Серда                 | 1805-1849                                   |
| VII                                         | Хосе Райниеро де Гусман и де ла Серда                | 1850-1891                                   |
| VIII                                        | Мария дель Пилар де Гусман и де ла Серда             | 1891-1901                                   |
| IX                                          | Мария дель Пилар де Савала и Гусман                  | 1901-1915                                   |
| X                                           | Мария дель Пилар Гарсия-Санчо и Савала               | 1915-1916                                   |
| XI                                          | Мария дель Перпетуо Сокорро Травеседо и Гарсия-Санчо | 1916-1971                                   |
| XII                                         | Луис Родригес-Казанова и Травеседо                   | 1971-1987                                   |
| XIII                                        | Хосе Луис Родригес-Казанова и Гонсалес дель Валье    | 1987 — настоящее время                      |

## История маркизов де Гевара
- Иньиго Мануэль Велес де Гевара (1642 — 5 ноября 1699), 1-й маркиз де Гевара, 6-й граф Вильямедьяна и 2-й граф де Кампо-Реаль, 10-й граф де Оньяте

1. Супруга — Луиза Клара де Линь (? — 1684), дочь Клода Ламораля, 3-го принца де Линь, и Клары марии ван Нассау-Зиген. Ему наследовал их сын:

- Диего Гаспар Велес де Гевара и Линь (ок. 1650—1725), 2-й маркиз де Гевара, 3-й граф де Кампо-Реаль, 11-й граф де Оньяте.

1. Супруга — Мария Николаса де ла Серда и Арагон, дочь Хуана Франсиско де ла Серды Энрикеса де Риберы, 8-го герцога де Мединасели, и Каталины Антонии де Арагон. Ему наследовала его сестра:

- Мельчора Велес де Гевара и Линь (? — 13 сентября 1727), 3-я маркиза де Гевара, 12-я графиня де Оньяте, 4-я графиня де Кампо-Реаль.

1. Супруг — Себастьян де Гусман и Спинола[исп.] (1683—1757), 5-й маркиз де Монтеалегре. Ей наследовал их сын:

- Хосе Мария де Гусман и Велес де Гевара[исп.] (22 сентября 1709 — 19 декабря 1781), 4-й маркиз де Гевара, 7-й граф де Вильямедьяна, 12-й граф де Оньяте (гранд Испании), 6-й маркиз де Монтеалегре, 6-й маркиз де Кинтана-дель-Марко, 5-й граф де Кампо-Реаль, 7-й граф де Кастронуэво, 7-й граф де лос Аркос.

1. Супруга — Мария Феличе Фернандес де Кордова и Спинола (1705—1748), дочь Николаса Фернандеса де Кордовы Фигероа и Агилар, 10-го герцога де Мединасели, 9-го герцога де Ферия, 10-го герцога де Сегорбе, 11-го герцога де Кардона, 8-го герцога де Алькала-де-лос-Гасулес, 7-го маркиза де Монтальбан, 9-го маркиза де Прьего, 7-го маркиза де Вильяфранка и графа де Сафра.
2. Супруга — Буэнавентура (Вентура Франсиска) Фернандес де Кордова Фольк де Кардона Рекесенс и де Арагон (1712—1768), 11-я герцогиня де Сесса, 9-я герцогиня де Баэна, 10-я герцогиня де Сома, 15-я графиня де Кабра, 16-я графиня де Паламос, 10-я графиня де Оливето, 16-я графиня де Тривенто, графиня де Авеллино, 13-й виконтесса де Иснахар и 25-я баронесса де Бельпуиг. Ему наследовала его сын от первого брака:

- Диего Вентура де Гусман и Фернандес де Кордова[исп.] (10 ноября 1738 — 8 августа 1805), 5-й маркиз де Гевара, 8-й граф де Вильямедьяна, 13-й граф де Оньяте, 7-й маркиз де Монтеалегре, 7-й маркиз де Кинтана-дель-Марко, 17-й маркиз Агилар-де-Кампоо (гранд Испании), 8-й граф де Кастронуэво, 8-й граф де лос Аркос, 6-й граф де Кампо-Реаль, граф де Аньовер-де-Тормес, граф де Кастаньеда, 11-й граф де Вильяумброса.

1. Супруга — Мария Исидра де ла Серда и Гусман (1742—1811), 19-я герцогиня де Нахера, 6-я маркиза де ла Лагуна-де-Камеро-Вьехо, 14-я графиня де Паредес-де-Нава. Ему наследовал их сын:

- Диего Исидро де Гусман и де ла Серда[исп.] (2 июня 1776 — 12 декабря 1849), 6-й маркиз де Гевара, 9-й граф де Вильямедьяна, 14-й граф де Оньяте, 19-й герцог де Нахера, 18-й маркиз Агилар-де-Кампоо (гранд Испании), 15-й граф де Паредес-де-Нава (гранд Испании), 8-й маркиз де Монтеалегре, 8-й маркиз де Кинтана-дель-Марко, 9-й граф де Кастронуэво, 9-й граф де лос Аркос, 7-й маркиз де ла Лагуна-де-Камеро-Вьехо, 17-й граф де Тревиньо, граф де Кастаньеда, 23-й граф де Валенсия-де-Дон-Хуан, 7-й граф де Кампо-Реаль.

1. Супруга — Мария дель Пилар де ла Серда и Марин де Ресенде (1777—1812), дочь Хосе Марии де ла Серды и Сернесио, 5-го графа де Парсент, Марии дель Кармен Антонии Марин де Ресенде Фернандес де Эредия, 5-й графини де Бурета.
2. Супруга — Мария Магдалена Текла Кабальеро и Террерос (1790—1865), дочь Хуана Фернандо Кабальеро и Хулианы де Террерос. Ему наследовал его четвертый сын от первого брака:

- Хосе Райниеро де Гусман и де ла Серда (1806—1891), 16-й граф де Оньяте, 21-й герцог де Нахера (гранд Испании), 7-й маркиз де Гевара, 10-й маркиз де Монтеаль, 10-й маркиз де Кинтана-дель-Марко, 11-й граф де Кастронуэво. Бездетен, ему наследовала его сестра:

- Мария дель Пилар де Гусман и де ла Серда (4 мая 1811 — 4 апреля 1901), 8-я маркиза де Гевара, 12-я маркиза де Монтеалегре, 23-я герцогиня де Нахера (наследовала своему брату Хуану Баутисте, 23-му герцогу де Нахера), 12-я маркиза де Кинтана-дель-Марко, 19-я графиня де Тревиньо, 18-я графиня де Оньяте, 16-я графиня де Паредес-де-Нава.

1. Супруг — Хуан де Савала и де ла Пуэнте (1804—1879), 1-й маркиз де Сьерра-Бульонес, 3-й маркиз де ла Пуэнте и Сотомайор, 5-й маркиз де Торребланка и 6-й граф де Вильясеньор. Ей наследовала их дочь:

- Мария дель Пилар де Савала и Гусман (1841 — 11 февраля 1915), 9-я маркиза де Гевара, 26-я герцогиня де Нахера, 19-я графиня де Паредес-де-Нава, 20-я маркиза де Агилар-де-Кампоо, 4-я маркиза де Сьерра-Бульонес, 20-я графиня де Оньяте, 10-я графиня де Кастаньеда, 21-я графиня де Тревиньо, 6-я маркиза де Торребланка.

1. Супруг — Вентура Гарсия-Санчо Ибаррондо[исп.] (1837—1914), 1-й граф де Консуэгра. Ей наследовала их старшая дочь:

- Мария дель Пилар Гарсия-Санчо и Савала (21 июня 1864—1916), 10-я маркиза де Гевара, 18-я маркиза де Кинтана-дель-Марко, 21-я графиня де Паредес-де-Нава, 27-я герцогиня де Нахера, 21-я графиня де Оньяте, 21-я маркиза де Агилар-де-Кампоо, 7-я маркиза де Торребланка, 22-я графиня де Тревиньо, 11-я графиня де Кастаньеда, 5-я маркиза де Сьерра-Бульонес, 2-я графиня де Консуэгра.

1. Супруг — Леопольдо де Травеседо и Фернандес Касарьего (род. 1861). Ей наследовала их дочь:

- Мария дель Перпетуо Сокорро Травеседо и Гарсия-Санчо (род. 5 апреля 1887), 11-я маркиза де Гевара.

1. Супруг — Флорентин Родригес-Казанова и Гарсия Сан-Мигель, сын Флорентина Родригеса Казановы и Леонидес Гарсия Сан-Мигель и Сальдуа, 1-й маркизы де Онтейро. Ей наследовал их старший сын:

- Луис Родригес-Казанова и Травеседо, 12-й маркиз де Гевара, 2-й маркиз де Онтейро.

1. Супруга — Мария Пилар Гонсалес дель Валье и Эрреро (1920—1981). Ему наследовал их сын:

- Хосе Луис Родригес-Казанова и Гонсалес дель Валье, 13-й маркиз де Гевара.